# Decazesia hecatocephala
Decazesia es un género monotípico de plantas con flores perteneciente a la familia de las asteráceas. Su única especie es Decazesia hecatocephala, es originaria de Australia.

## Descripción
Es una hierba erecta caducifolia, que alcanza un tamaño de 0,05-0,2 m de altura. Las flores son de color amarillo y blanco, floreciendo desde agosto a diciembre en suelos arenosos de Australia Occidental.

## Taxonomía
Decazesia hecatocephala fue descrita por Ferdinand von Mueller   y publicado en Fragmenta Phytographiae Australiae 11(90): 72 1879.
Sinonimia
- Myriocephalus decazesii F.Muell.[5]